# Tanacetum densum
Tanacetum densum är en korgblommig växt som först beskrevs av Jacques-Julien Houtou de Labillardière, och fick sitt nu gällande namn av Carl Heinrich Schultz. Tanacetum densum ingår i Renfanesläktet och familjen Korgblommiga växter.

## Bilder

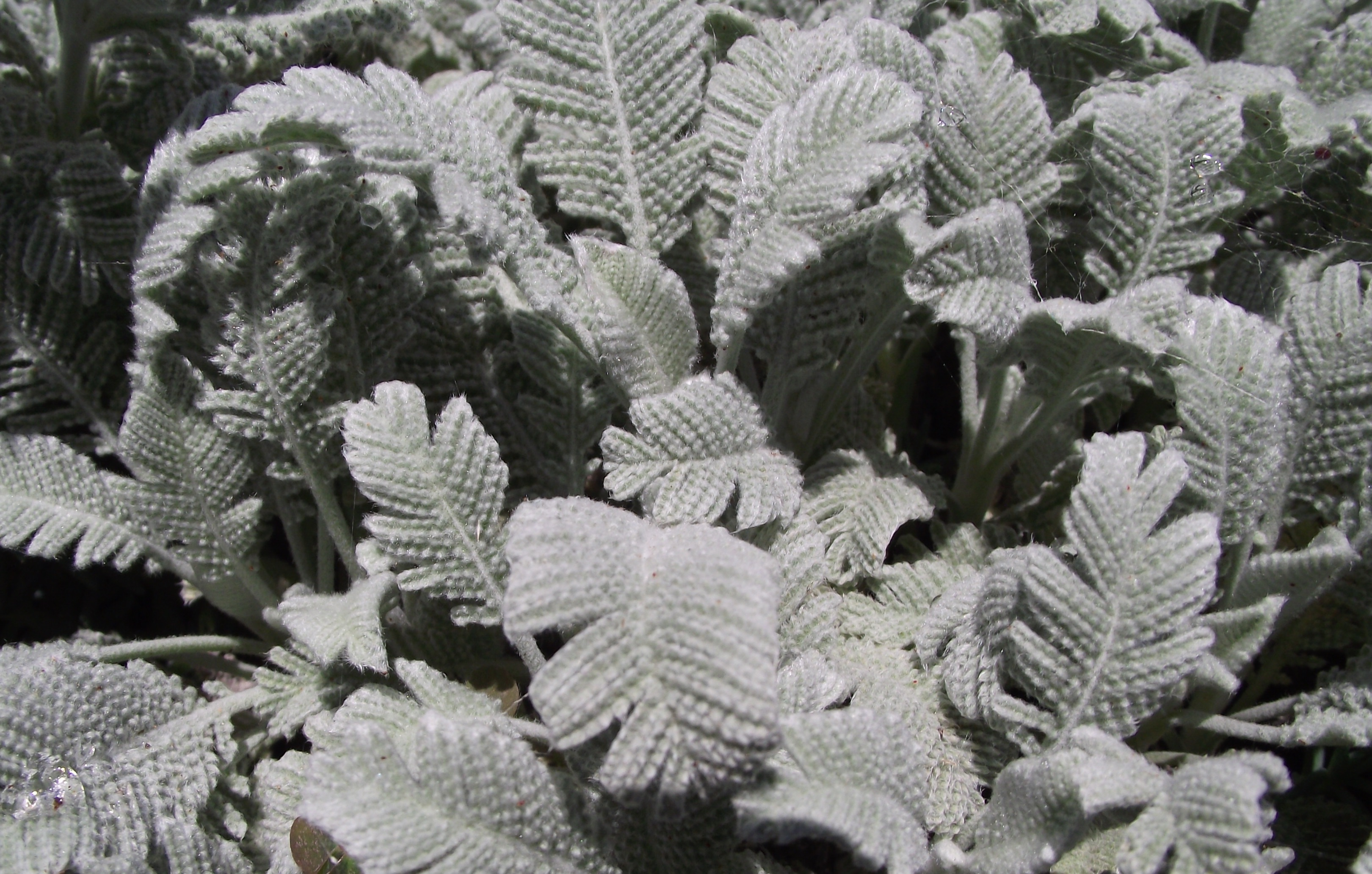
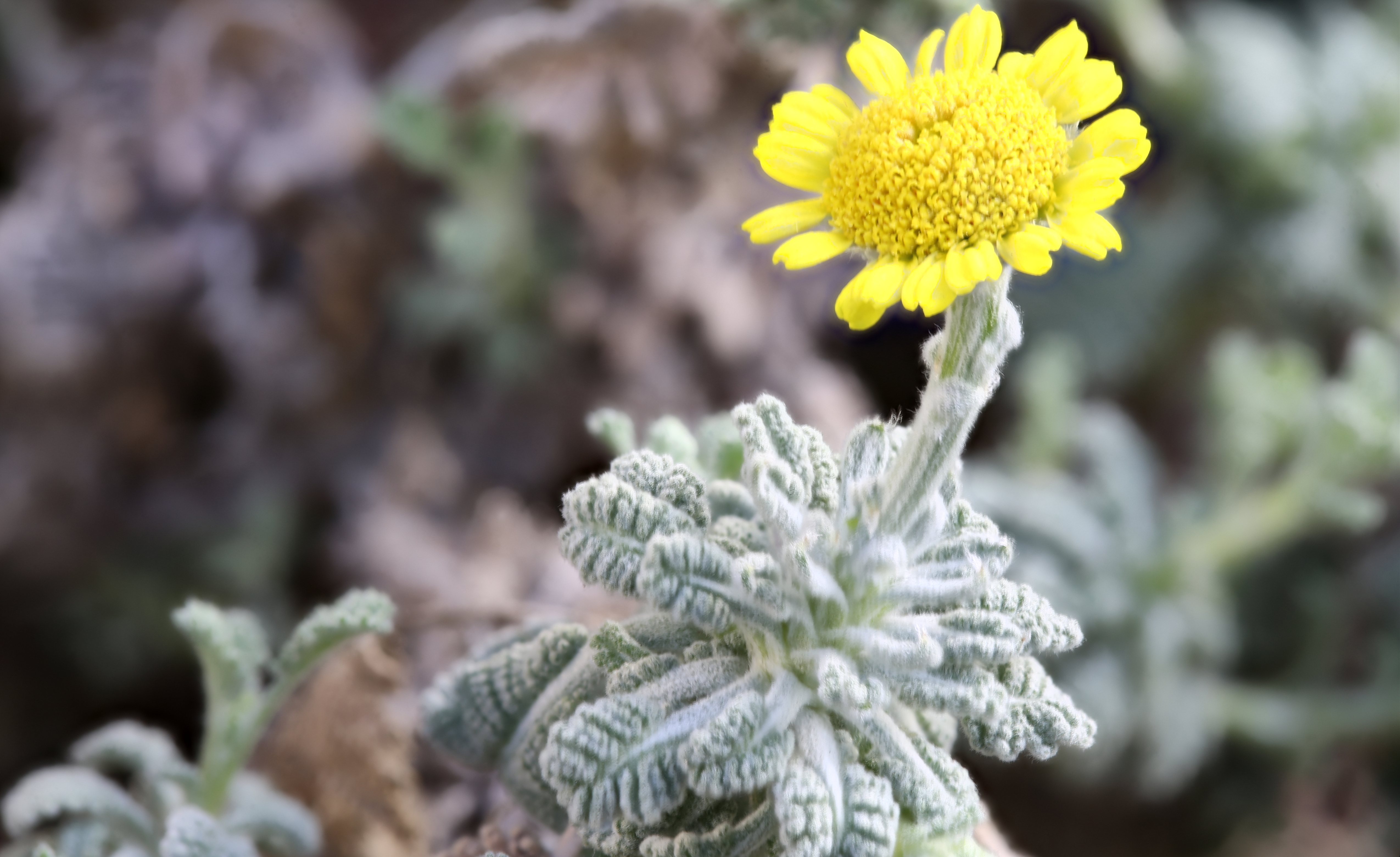